# An Kum-ae
An Kum-ae (* 3. Juni 1980 in Pjöngjang, Nordkorea) ist eine ehemalige nordkoreanische Judoka.
An Kum-ae (Schreibung auch: An Kum Ae) lebt in Pjöngjang, Nordkorea. Bei der Weltmeisterschaft 2005 gewann sie die Bronzemedaille im Halbleichtgewicht (52 kg) gegen Lyudmila Bogdanova aus Russland. 2006 belegte sie bei den Asian Games in der Mongolei den 2. Platz gegen Mönchbaataryn Bundmaa aus der Mongolei. Bei der Weltmeisterschaft 2007 belegte sie den 3. Platz. 2008 gewann sie bei den Olympischen Spielen in Peking im Finale die Silbermedaille gegen Xian Dongmei aus der Volksrepublik China.
Sie gewann bei den Olympischen Spielen in London 2012 die erste Goldmedaille dieser Olympiade für Nordkorea gegen Yanet Bermoy aus Kuba. Dies war die insgesamt 11. Goldmedaille der Geschichte für Nordkorea bei Olympischen Spielen, siehe Liste der olympischen Medaillengewinner aus Nordkorea.